# Белов, Евгений Александрович (хоккеист)
Евгений Александрович Белов (род. 30 апреля 1962, Москва) — советский и российский хоккеист, защитник. Мастер спорта СССР (1984).

## Биография
Воспитанник «Крыльев Советов», тренер Константин Иванович Смирнов. Выступал за команды «Крыльев Советов» (1979/80 — 1981/82), «Кристалл» Саратов (1982/83 — 1984/85), «Динамо» Минск (1985/86), «Ижсталь» (1986/87, 1989/90 — 1992/93),
СКА Свердловск (1987/88 — 1988/89), «Торпедо» Ярославль (переходный турнир 1988/89), «Прогресс» Глазов (1990/91), «Славия» София (Болгария, 1993/94).
Победитель зимней Спартакиады народов СССР 1978 в составе сборной Москвы.
Чемпион Европы среди юниорских команд 1980.